# Pożar w klubie nocnym w Bangkoku (2009)
Pożar w Bangkoku – 1 stycznia 2009 roku w klubie nocnym  Santika przy ulicy Ekkamai w Bangkoku w Tajlandii wybuchł pożar. W wyniku pożaru śmierć poniosło 66 osób, a 207 zostało rannych. W klubie odbywała się zabawa sylwestrowa, w której bawiło się łącznie ok. 1000 osób. 
Ofiary poniosły śmierć głównie od poparzeń oraz w rezultacie zaczadzenia i ran odniesionych podczas panicznej ucieczki – klub miał tylko jedno wejście dostępne dla gości. Wśród ofiar byli również cudzoziemcy. Przyczyną pożaru mogła być awaria elektryczności, albo fajerwerki przyniesione przez bawiących się tam gości.

## Ofiary pożaru
| Kraj      | Ofiary śmiertelne |
| --------- | ----------------- |
| Tajlandia | 60                |
| Singapur  | 3                 |
| Japonia   | 1                 |
| Mjanma    | 1                 |
| Sudan     | 1                 |
| Razem     | 66                |